# Mount Loodts
Mount Loodts (französisch Mont Loodts) ist ein 2420 m hoher Berg im ostantarktischen Königin-Maud-Land. Er ragt unmittelbar östlich des Mount Lorette in den Belgica Mountains auf.
Teilnehmer der Belgischen Antarktis-Expedition 1957/58 unter Gaston de Gerlache de Gomery (1919–2006) entdeckten ihn. Namensgeber ist Jaques Loodts, Geodät der Forschungsreise.